# Эльмус (озеро)
Эльмус — пресноводное озеро на территории Гирвасского сельского поселения Кондопожского района Республики Карелии.

## Общие сведения
Площадь озера — 2,8 км². Располагается на высоте 156,6 метров над уровнем моря.
Форма озера подковообразная. Берега каменисто-песчаные, местами заболоченные.
Из южного залива озера вытекает одноимённая река, впадающая в Пальеозеро, откуда вытекает река Нива, впадающая в Кримозеро. Из Кримозера вытекает протока Заводская, впадающая в Хижозеро, из которого берёт начало река Тивдия, впадающая, в свою очередь, в озеро Сандал, из которого берёт начало река Сандалка, приток реки Суны.
В озере расположено не менее пяти безымянных островов различной площади, рассредоточенных по всей площади водоёма.
На восточном берегу располагается одноимённый посёлок, через который проходит автодорога местного значения 86К-61 («Гирвас — Юстозеро»).
Код объекта в государственном водном реестре — 01040100211102000018279.

## Панорама

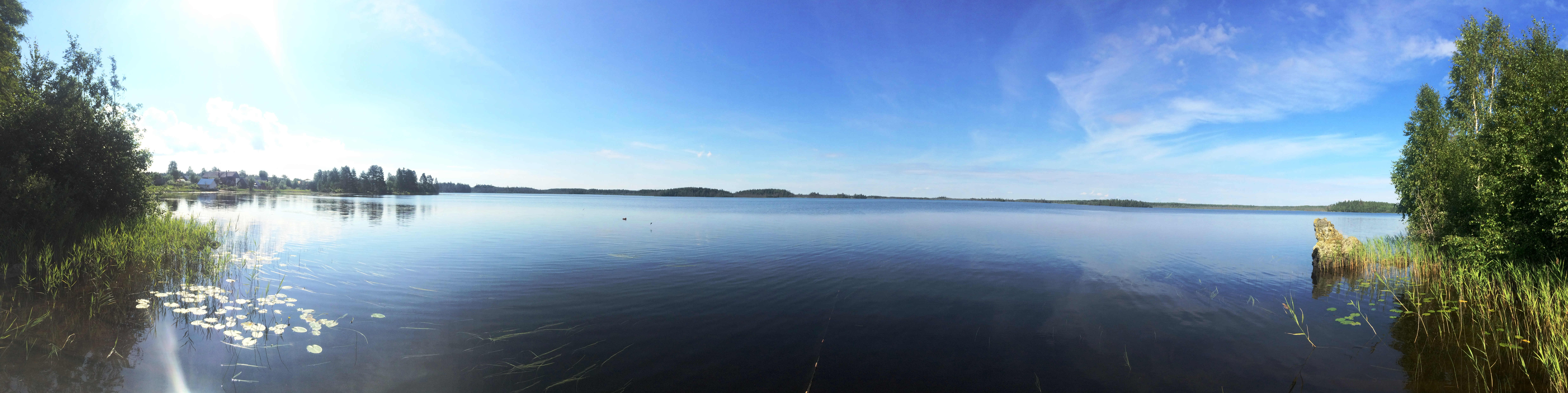
Панорама